# Carl Ferdinand Jänisch
Carl Ferdinand (Andrejewitsch) Jänisch (russisch Карл Андреевич Яниш, wiss. Transliteration Karl Andreevič Janiš; * 11. April 1813 in Wyborg; † 7. März 1872 in Sankt Petersburg) war ein russischer Schachmeister, -komponist und -theoretiker des 19. Jahrhunderts.

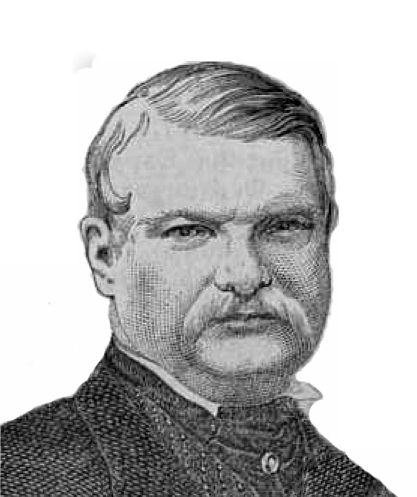
Carl Ferdinand Jänisch

## Leben
Carl Ferdinand Jänisch war von finnischer Herkunft. Er studierte zunächst in Moskau, dann in St. Petersburg Werkzeugbau, wo er später Professor der Mechanik wurde. Zuvor stand er im Finanzministerium in Staatsdiensten.
Bereits in den 1830er Jahren machte er auf sein Schachkönnen aufmerksam, als er neben Alexander Petrow zu den besten russischen Spielern zählte. Er führte 1838/39 die Mannschaft von St. Petersburg an, als diese in einer Korrespondenzpartie von der Stadt Dorpat, angeführt von Lionel Kieseritzky, geschlagen wurde.
Jänisch wurde zum ersten internationalen Turnier 1851 nach London eingeladen, musste aber auf die Teilnahme verzichten. Er reiste dennoch nach dem Turnier nach England, wo er Howard Staunton in einem Wettkampf mit 2,5;7,5 (+2 =1 −7) unterlag. Jänisch besiegte dafür aber den Meister Mongredien in zwei Wettkämpfen. 1854 traf er in St. Petersburg auf Ilja Schumow, den er mit 7:5 (+5 =4 −3) schlagen konnte.
Jänischs beste historische Elo-Zahl betrug 2456. Diese erreichte er im Juni 1851. Zu der Zeit lag er auf Platz 10 der Weltrangliste.
Sein Verdienst lag weniger im praktischen Spiel, als vielmehr in seiner theoretischen Arbeit. Er veröffentlichte eine Reihe bedeutender Schriften: 1837 in St. Petersburg Découvertes sur le cavalier (aux échecs) [Studien zum Springer im Schach], in Dresden/St. Petersburg 1842/1843: Analyse nouvelle des ouvertures du jeu des échecs [Neue Analysen der Schacheröffnungen] (dieses Buch wurde zweimal ins Englische übersetzt) und sein bedeutendstes Werk, das dreibändige Traité des applications de l'analyse mathématique au jeu des échecs [Traktat über die Anwendung mathematischer Analysen beim Schachspiel], St. Petersburg 1862–1863.
Jänisch führte seit 1856 die erste Schachspalte überhaupt in einer russischen Zeitung – in den Sankt-Peterburgskije wedomosti – und war europaweit als tiefer Analytiker geschätzt, stand mit zahlreichen europäischen Schachkoryphäen seiner Zeit in brieflichem und persönlichem Kontakt.
Zu seinen wichtigsten Beiträgen zur Eröffnungstheorie zählt neben seinen Untersuchungen zur Russischen Partie das Jänisch-Gambit in der Spanischen Partie (1. e2–e4 e7–e5 2. Sg1–f3 Sb8–c6 3. Lf1–b5 f7–f5), das auch heutzutage in der Meisterpraxis Anwendung findet. Die größte Autorität dieses Gambits ist z. Z. der deutsche Fernschachgroßmeister Ralph Mallée.